# یدید کادمیم
یدید کادمیم (به انگلیسی: Cadmium iodide) با فرمول شیمیایی CdI۲ یک ترکیب شیمیایی است. که جرم مولی آن 366.22 g/mol می‌باشد. شکل ظاهری این ترکیب، بلورهای زرد کمرنگ و سفید است.